# Trybliographa agaricola
Trybliographa agaricola är en stekelart som först beskrevs av Thomson 1862.  Trybliographa agaricola ingår i släktet Trybliographa, och familjen glattsteklar. Arten är reproducerande i Sverige.